# Berwyn (Nebraska)
Berwyn es una villa ubicada en el condado de Custer en el estado estadounidense de Nebraska. En el Censo de 2010 tenía una población de 83 habitantes y una densidad poblacional de 125,67 personas por km².

## Geografía
Berwyn se encuentra ubicada en las coordenadas 41°21′3″N 99°30′2″O / 41.35083, -99.50056. Según la Oficina del Censo de los Estados Unidos, Berwyn tiene una superficie total de 0.66 km², de la cual 0.66 km² corresponden a tierra firme y (0%) 0 km² es agua.

## Demografía
Según el censo de 2010, había 83 personas residiendo en Berwyn. La densidad de población era de 125,67 hab./km². De los 83 habitantes, Berwyn estaba compuesto por el 93.98% blancos, el 0% eran afroamericanos, el 4.82% eran amerindios, el 0% eran asiáticos, el 0% eran isleños del Pacífico, el 1.2% eran de otras razas y el 0% pertenecían a dos o más razas. Del total de la población el 1.2% eran hispanos o latinos de cualquier raza.